# Ľuba Orgonášová
Ľuba Orgonášová (* 22. Januar 1961 in Bratislava) ist eine slowakische Opernsängerin (Sopran).

## Leben
1979 wurde sie an das Nationaltheater in Bratislava engagiert. Sie gehörte von 1984 bis 1988 zum Ensemble des Opernhauses in Hagen. 1990 lud Herbert von Karajan sie ein, bei den Salzburger Festspielen zu singen. Sie trat auch an der Wiener Volksoper, beim Festival in Aix-en-Provence und an der Deutschen Oper Berlin auf, sowie in Hamburg, Köln, Stuttgart, Lyon, Paris, Amsterdam, Zürich, Chicago, Tokyo und Atlanta. Orgonasova arbeitet regelmäßig mit den Dirigenten Nikolaus Harnoncourt und John Eliot Gardiner zusammen. Zu ihrem Repertoire gehören vorwiegend Mozart-Partien, aber auch Rollen aus dem Belcanto-Fach.

## Diskografie
- Händel: Rinaldo (Decca)
- Mozart: Die Entführung aus dem Serail (Deutsche Grammophon)
- Mozart: Don Giovanni (Deutsche Grammophon)
- Mozart: Die Zauberflöte (Teldec)
- Weber: Der Freischütz (Teldec)
- Bellini: La sonnambula (Naxos)
- Puccini: La Bohème (Naxos)
- Verdi: Messa da Requiem (Philips)
- Rossini: Stabat Mater (Deutsche Grammophon)
- Haydn: Nelsonmesse (Teldec)
- Britten: War Requiem (Deutsche Grammophon)
- Beethoven: 9. Sinfonie (Deutsche Grammophon)
- Beethoven: Christus am Ölberge (Harmonia Mundi)
- Beethoven: Missa solemnis (RCA)
- Beethoven: Missa solemnis (Arte Nova)
- Beethoven: Missa solemnis (Capriccio)
- Schubert: Messe Nr. 5 As-Dur (Teldec)
- Schubert: Messe Nr. 6 Es-Dur (Teldec)
- Mahler: Sinfonie Nr. 4 (RCA)
- Poulenc: Messa di Gloria (RCO Live)
- Sutermeister: Messa da Requiem (Wergo)
- Schostakowitsch: Orchesterlieder (Deutsche Grammophon)
- Favourite Soprano Arias (Naxos)